# Tremblement d'étoile
Pour les articles homonymes, voir Tremblement (homonymie).

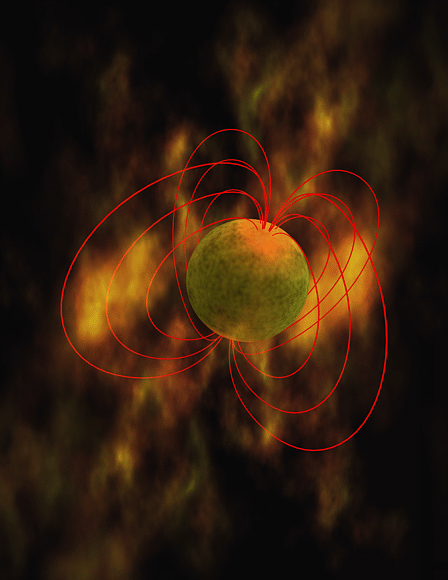
Vue d'artiste d'un magnétar.

Un tremblement d'étoile (starquake en anglais) est un phénomène astrophysique rare qui se produit lorsque la croûte d'un magnétar subit un ajustement soudain sous l'effet de la pression exercée sur sa structure cristalline par son champ magnétique. Le phénomène est analogue à un tremblement de terre.
Étudiés par l'astérosismologie, les tremblements d'étoile seraient à l'origine de certaines émissions de rayon gamma que les astrophysiciens détectent parfois dans les sursauteurs gamma mous.

## Observation
L'astérosismologie nécessite des instruments de pointe. L'un d'eux est le télescope spatial CoRoT, lancé à la fin 2006. Propulsé à 895 kilomètres d'altitude, il peut capter de faibles oscillations émises au centre de plusieurs étoiles[Lesquelles ?].
Un autre centre de recherche spécialisé dans ce type d'observations est la base antarctique Concordia, située au sommet du dôme C en Antarctique. On y planifie l'installation du Sismomètre interférentiel à mesurer les oscillations des intérieurs stellaires (SIAMOIS), qui est destiné à poursuivre le programme de CoRoT à l'horizon 2013,.

## SGR 1806-20

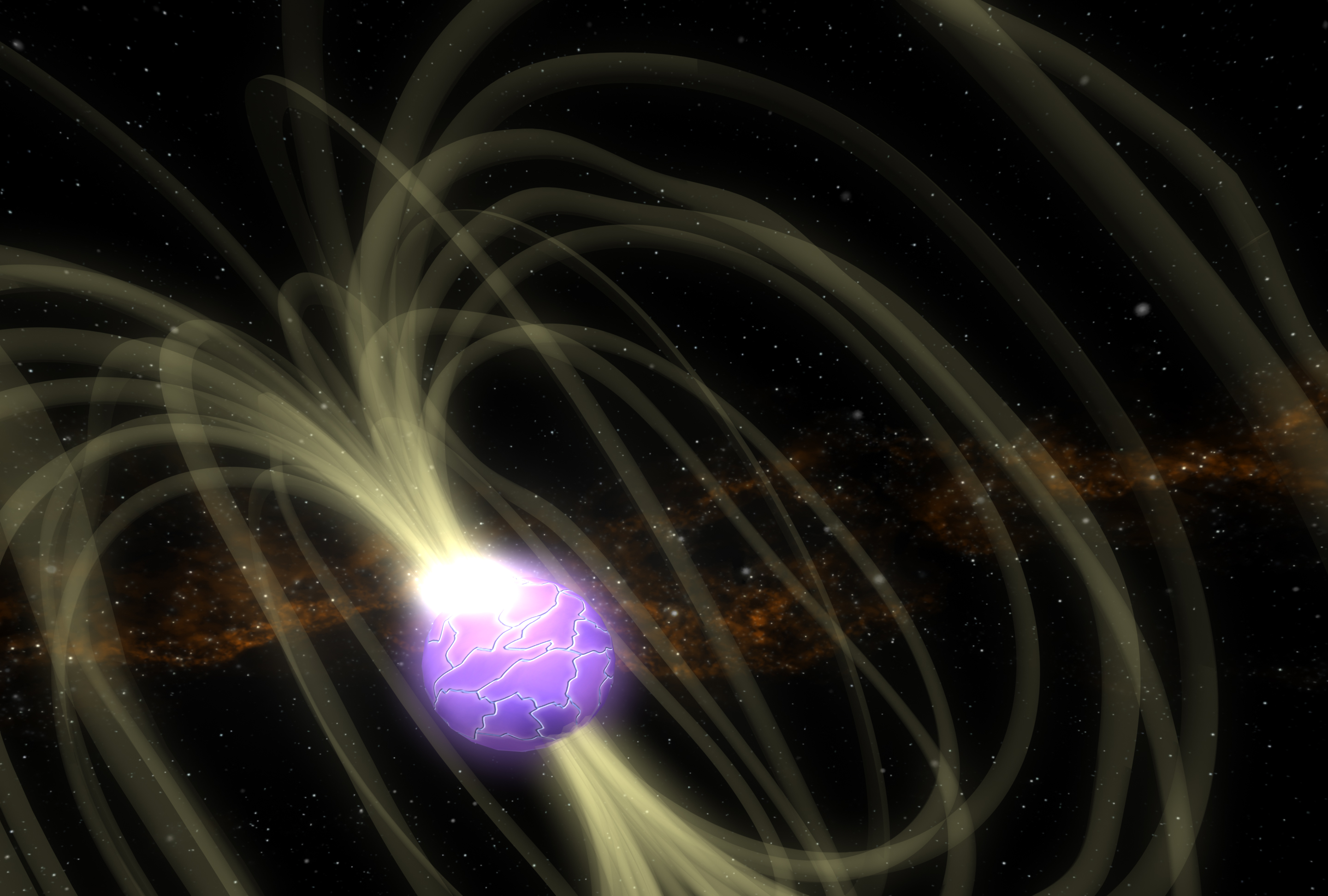
Une vue d'artiste de SGR 1806-20.

Le 27 décembre 2004, on observe une explosion à la surface du magnétar SGR 1806-20. D'une durée d'un dixième de seconde et d'une puissance estimée à 1036 kilowatts, l'émission d'énergie de l'explosion équivaut à celle émise par le Soleil en 100 000 ans. On estime que si l'astre avait été situé à moins de 10 années-lumière de la Terre, l'explosion aurait pu causer une extinction de masse.